# Liste de nécropoles nationales en France

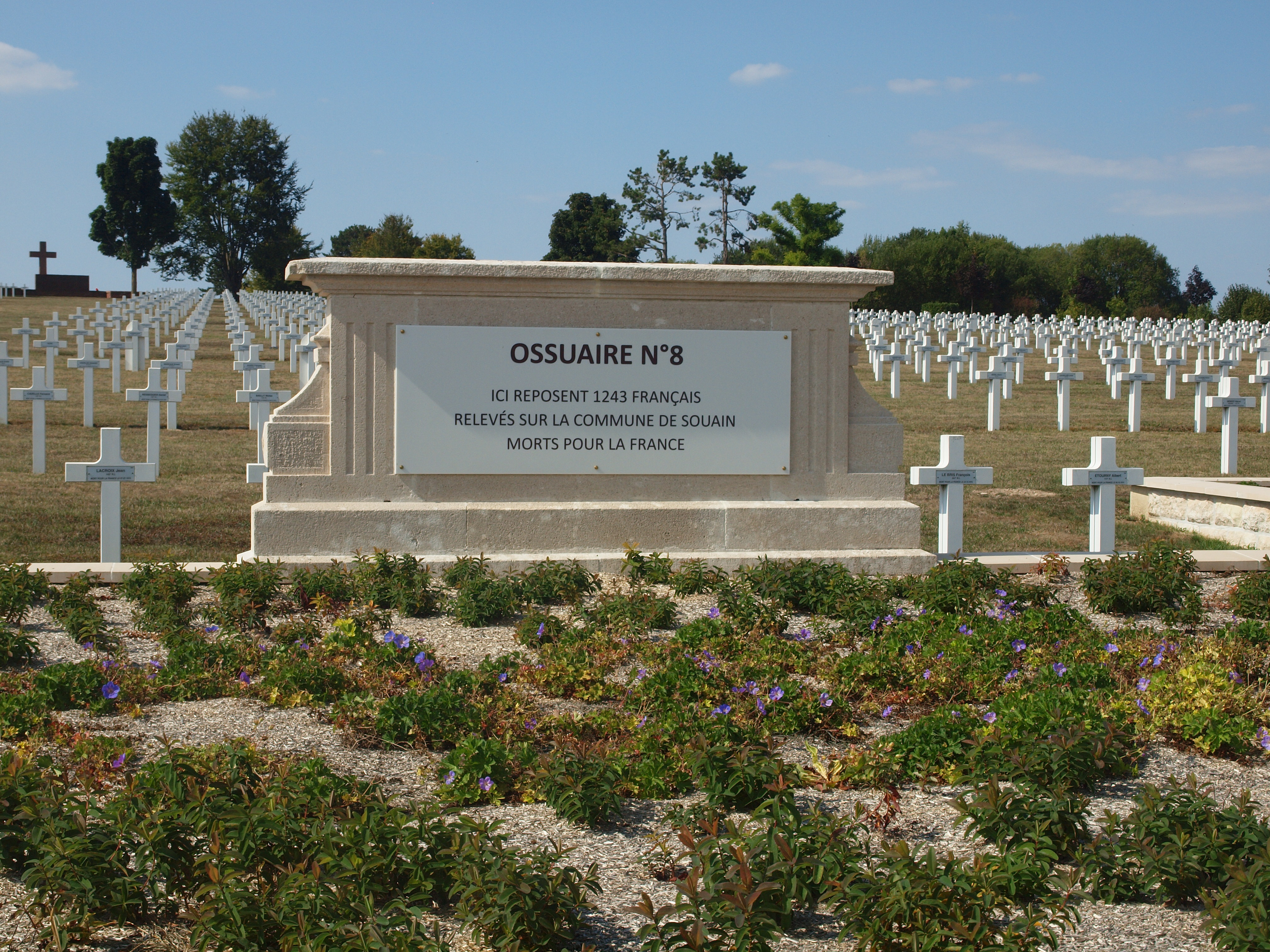
Souain-Perthes-lès-Hurlus (Marne), Nécropole nationale de La Crouée.

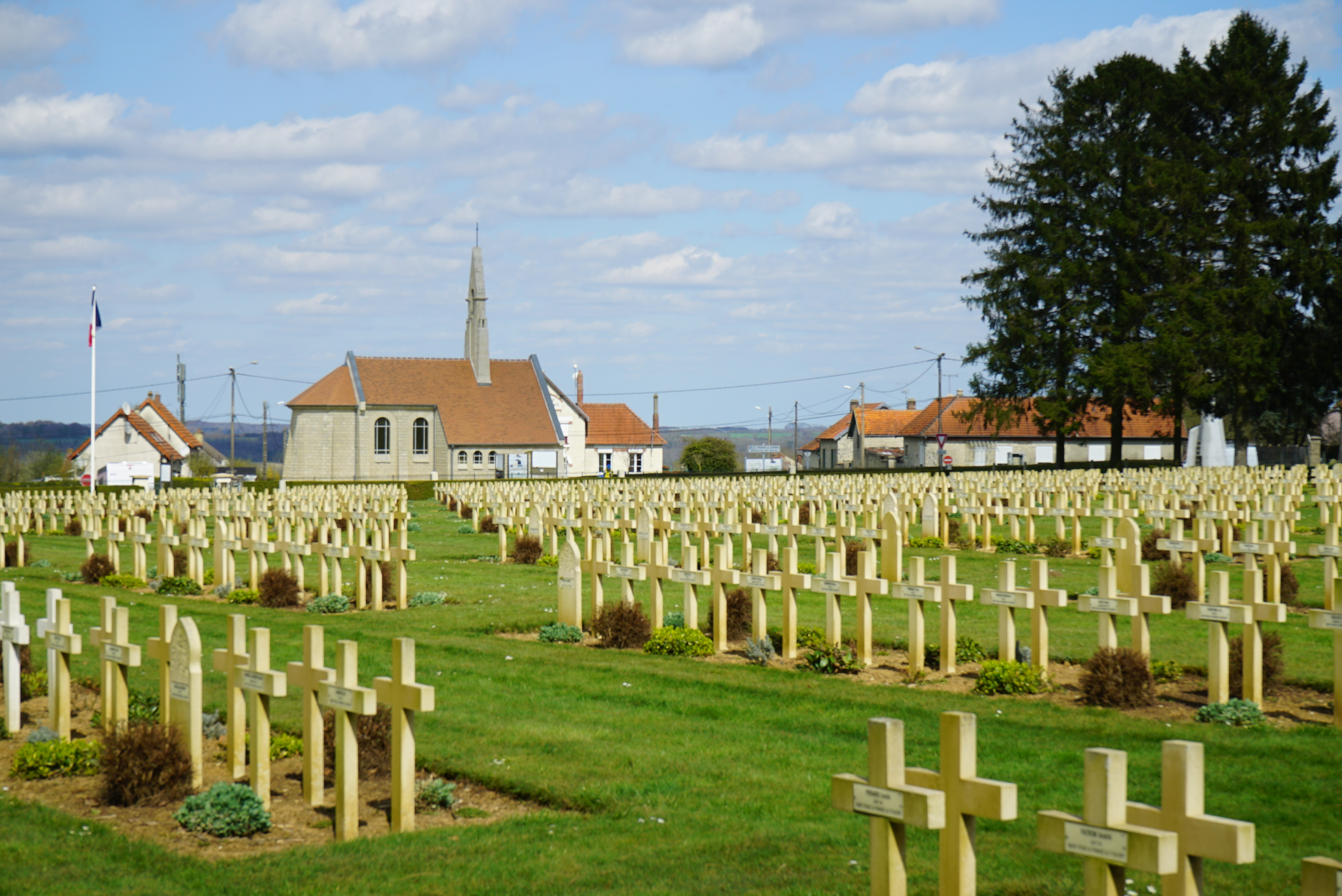
Nécropole nationale de Cerny-en-Laonnois (Chemin des Dames)

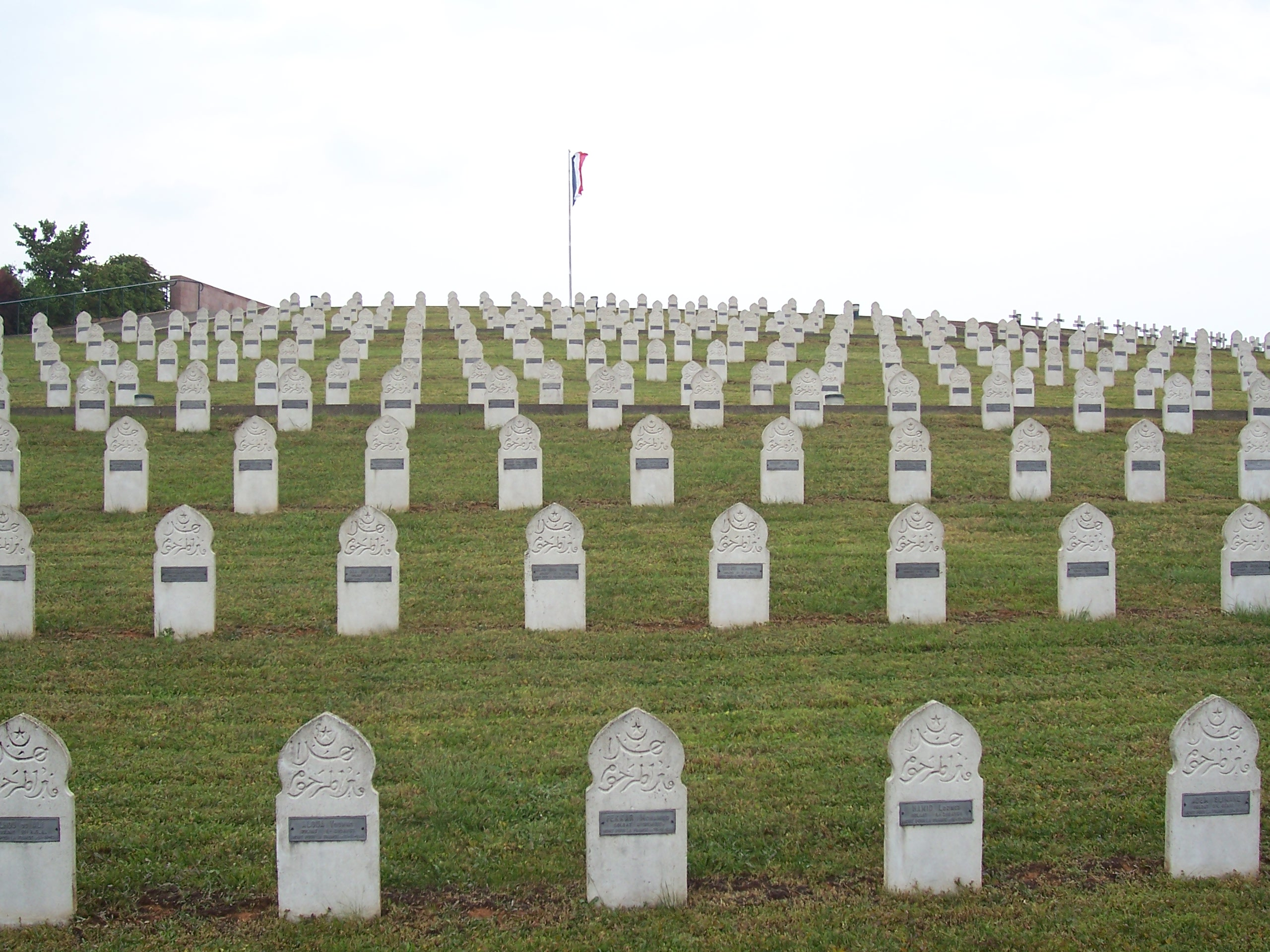
Nécropole nationale de Sigolsheim (Haut-Rhin)

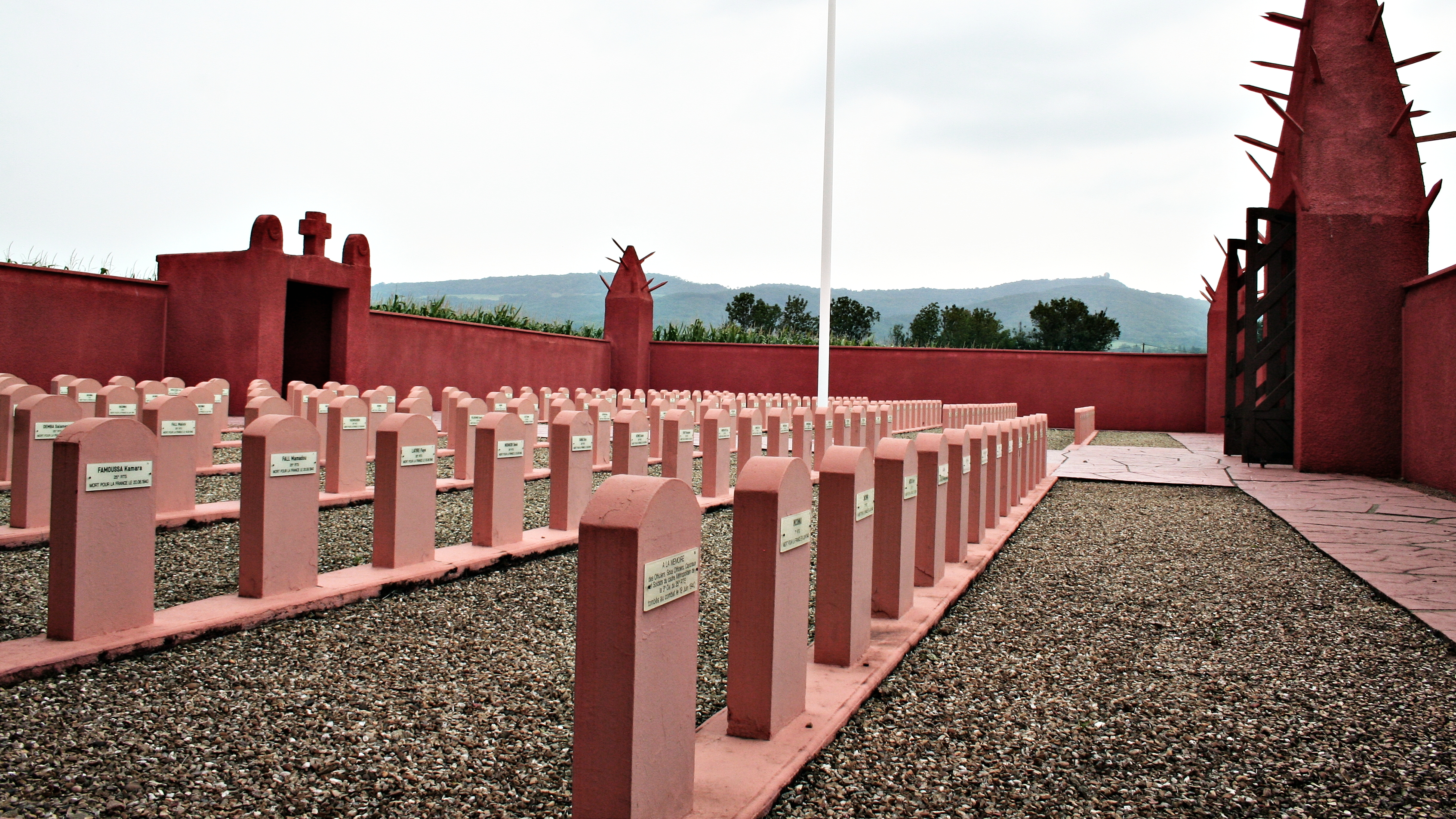
Tata sénégalais de Chasselay (Rhône)

Une nécropole nationale est, en France, un cimetière militaire appartenant à l’État français.
Il existe en France 265 nécropoles nationales où reposent 740 000 corps de soldats, dont 240 000 en ossuaires.
Sur l'ensemble des dépouilles des soldats, 88 % sont celles de combattants de la Première Guerre mondiale.
Les nécropoles nationales ont été créées par la loi du 29 décembre 1915 pour regrouper les corps des combattants « morts pour la France » avec des sépultures perpétuelles. Ces nécropoles sont la propriété de l’État français qui en assure la garde et l'entretien. Ces deux missions sont confiées au secrétariat d’État chargé des anciens combattants.
À ces nécropoles nationales s'ajoutent 2 000 carrés militaires dans les cimetières communaux répartis sur le territoire national. Dans ces carrés militaires reposent 115 000 corps. La garde et l'entretien des sépultures de ces carrés militaires sont principalement assurés par le Souvenir Français, très peu subventionné par le secrétariat d’État aux anciens combattants (1,50 € par an et par tombe, et pas pour toutes) ou par les communes selon un accord entre les deux parties.
Le secrétariat d’État aux anciens combattants assure également l'entretien de sept cimetières militaires étrangers situés en France.
Cet article recense les cimetières militaires français ayant le statut de nécropole nationale.

## Caractéristiques des nécropoles nationales

### Création des nécropoles nationales
La loi du 29 décembre 1915 institua la création, par l'État français, de nécropoles nationales regroupant les corps des combattants « morts pour la France » auprès de l'endroit où ils sont tombés. Les sépultures perpétuelles y sont entretenues aux frais de l’État qu'elles soient individuelles ou collectives (ossuaires). Une loi autorisa, cependant, en juillet 1920, la restitution des corps aux familles qui en faisaient la demande ; ce fut le cas pour environ 30 % des corps identifiés (environ 250 000).
La création de ces nécropoles se fit au nom de considérations à la fois pratiques et idéologiques de la part des États mais aussi des états-majors. D'une part, ces regroupements permettaient d'éviter la dispersion des tombes sur des terres utiles (sols agricoles, reconstruction des villages détruits notamment lors de la Seconde Guerre mondiale) ; ils permettaient également d'éviter le transfert de centaines de milliers de corps, facilitant l'entretien des tombes. D'autre part, les nécropoles nationales correspondaient, comme pour chaque nation combattante, à l'idée que les liens de cette nation s'étaient substitués à ceux de la famille, l'État assurant ainsi une égalité de traitement des tombes et une permanence du souvenir.
Cette prise en charge par la Nation se heurta au désir des familles d'exhumer et rapatrier les restes de soldats dans le caveau familial des cimetières communaux mais le gouvernement interdit cette pratique par souci d'hygiène, d'économie et pour ne pas mettre en danger l’intégrité et l'identité des cadavres. Ce débat sur la démobilisation des morts partagea d'ailleurs l'ensemble des sociétés belligérantes. En France, il donna lieu à un trafic des cercueils. À l'issue de la Première Guerre mondiale, des familles, bravant l'interdiction, entreprirent par elles-mêmes ou en faisant appel à des « mercantis de la mort » (entrepreneurs locaux ou « maisons » de pompes funèbres parisiennes, voire des escrocs), de violer les sépultures militaires et ramener clandestinement les corps. Le succès du roman Au revoir là-haut a d'ailleurs rendu visible l'ampleur de ce phénomène. L'édification massive de monuments aux morts après le conflit répondit d'ailleurs à l'absence de corps, proposant des symboles capables d'opérer sur l'ensemble du territoire national, qui offraient un double rôle de commémoration et de deuil collectif en même temps qu'ils contribuaient à l'élaboration d'une symbolique républicaine.

### Constructions monumentales et paysagères
Les plans des cimetières militaires français ont été tracés par des techniciens du Ministère des Pensions selon les directives de la circulaire ministérielle du 24 février 1927. La production en série, à faible coût, a été le principe directeur choisi, négligeant la recherche esthétique.
En 1928, fut adoptée une disposition-type pour toutes les nécropoles nationales : le drapeau tricolore devait être le point central de la composition, les tombes devaient être alignées en rangées, reconstituant l’alignement d’une armée. Des rosiers rouges furent plantées au pied des tombes individuelles.
La composition paysagère est souvent très sobre, les tombes et ossuaires sont répartis sur un terrain engazonné, parfois arboré et agrémenté de massifs de fleurs.
Les tombes individuelles furent matérialisées par quatre types d'emblèmes différents :
- croix latine ;
- stèle musulmane rectangulaire avec le sommet en forme d'arc outrepassé brisé, sur laquelle est gravé, en haut, un croissant de lune enserrant une étoile à cinq branches, avec en dessous une inscription en arabe : « hadhâ qabr al-mahrûm » (ceci est la tombe du rappelé à Dieu). Lorsque le nombre de morts musulmans était important, les tombes furent regroupées en carrés spécifiques ;
- stèle israélite avec gravée l’étoile de David, encadrée de deux lettres en hébreu, acronyme de « ici est enterré » ;
- stèle pour les autres confessions ou les non-croyants. La France est le seul pays à permettre l'édification de stèle particulière pour les non-croyants.

Sur chaque tombe, une plaque fut apposée permettant l'identification du corps enseveli avec la mention « mort pour la France ». Aucun aménagement particulier permettant de distinguer une sépulture parmi les autres n'était autorisé.
Les ossuaires sont matérialisés, le plus souvent par une stèle portant une dédicace. Le plus important ossuaire de France est celui de Douaumont qui rassemble 130 000 corps de soldats inconnus français et allemands. C'est un imposant monument de forme allongée surmonté d'une lanterne des morts.
La plus vaste nécropole nationale de France est la Nécropole nationale de Notre-Dame-de-Lorette dans le Pas-de-Calais ; sur près de 13 ha, 40 058 corps de militaires français y reposent dans des tombes individuelles et dans huit ossuaires. Dans ce cimetière, ont été construites une lanterne des morts et une chapelle. Cependant, d'une manière générale (sauf cas particuliers), les nécropoles nationales, en France, ne comportent pas de constructions monumentales.

## Répartition des nécropoles nationales par département
| Nom du département    | Numéro de département | Nombre de nécropoles | Nombre de corps  |
| --------------------- | --------------------- | -------------------- | ---------------- |
| Aisne                 | 02                    | 26                   | +86 355,         |
| Ardennes              | 08                    | 7                    | +14 394,         |
| Bouches-du-Rhône      | 13                    | 1                    | +11 487,         |
| Charente              | 16                    | 1                    | +02 027,         |
| Charente-Maritime     | 17                    | 1                    | +00330,          |
| Corse-du-Sud          | 2A                    | 1                    | +00242,          |
| Haute-Corse           | 2B                    | 1                    | +00048,          |
| Doubs                 | 25                    | 1                    | +02 163,         |
| Drôme                 | 26                    | 2                    | +00204,          |
| Gironde               | 33                    | 1                    | +00928,          |
| Loiret                | 45                    | 2                    | +03 563,         |
| Marne                 | 51                    | 34                   | +176 193,        |
| Meurthe-et-Moselle    | 54                    | 23                   | +46 891,         |
| Meuse                 | 55                    | 40                   | +100 532,        |
| Morbihan              | 56                    | 1                    | +02 106,         |
| Moselle               | 57                    | 17                   | +36 862,         |
| Nord                  | 59                    | 5                    | +08 123,         |
| Oise                  | 60                    | 15                   | +30 103,         |
| Orne                  | 61                    | 1                    | +00019,          |
| Pas-de-Calais         | 62                    | 4                    | +58 259,         |
| Bas-Rhin              | 67                    | 10                   | +11 084,         |
| Haut-Rhin             | 68                    | 15                   | +22 790,         |
| Rhône                 | 69                    | 2                    | +06 543,         |
| Haute-Savoie          | 74                    | 1                    | +00105,          |
| Seine-et-Marne        | 77                    | 5                    | +02 415,         |
| Somme                 | 80                    | 22                   | +68 813,         |
| Var                   | 83                    | 3                    | +02 336,         |
| Vosges                | 88                    | 10                   | +15 350,         |
| Territoire de Belfort | 90                    | 2                    | +01 086,         |
| Total : 29            |                       | Total : 253          | Total : 706 667. |

## Liste de nécropoles nationales par département

### Aisne
| Nom                                                    | Commune               | Géolocalisation             | Nombre de personnes inhumées | Conflit                                             | Illustration |
| ------------------------------------------------------ | --------------------- | --------------------------- | ---------------------------- | --------------------------------------------------- | ------------ |
| Nécropole nationale du Bois-Roger                      | Ambleny               | 49° 23′ 41″ N, 3° 11′ 37″ E | 11 229                       | Première Guerre mondiale et Seconde Guerre mondiale |              |
| Nécropole nationale de Berry-au-Bac                    | Berry-au-Bac          | 49° 23′ 50″ N, 3° 53′ 51″ E | 3 972                        | Première Guerre mondiale                            |              |
| Nécropole nationale de Braine                          | Braine                | 49° 20′ 05″ N, 3° 31′ 56″ E | 1 583                        | Première Guerre mondiale                            |              |
| Nécropole nationale de Cerny-en-Laonnois               | Cerny-en-Laonnois     | 49° 26′ 32″ N, 3° 39′ 59″ E | 5 154                        | Première Guerre mondiale                            |              |
| Nécropole nationale de Champs                          | Champs                | 49° 32′ 59″ N, 3° 14′ 55″ E | 2 995                        | Première Guerre mondiale                            |              |
| Nécropole nationale des Chesneaux                      | Château-Thierry       | 49° 03′ 03″ N, 3° 24′ 04″ E | 2 113                        | Première Guerre mondiale                            |              |
| Nécropole nationale de Chauny                          | Chauny                | 49° 37′ 16″ N, 3° 13′ 15″ E | 486                          | Première Guerre mondiale                            |              |
| Nécropole nationale de Craonnelle                      | Craonnelle            | 49° 25′ 55″ N, 3° 46′ 23″ E | 3 936                        | Première Guerre mondiale                            |              |
| Nécropole nationale de Crécy-au-Mont                   | Crécy-au-Mont         | 49° 29′ 19″ N, 3° 18′ 39″ E | 3 293                        | Première Guerre mondiale                            |              |
| Nécropole nationale de Crouy                           | Crouy                 | 49° 24′ 06″ N, 3° 20′ 45″ E | 2 994                        | Première Guerre mondiale                            |              |
| Nécropole nationale d'Effry                            | Effry                 | 49° 55′ 27″ N, 3° 58′ 53″ E | 659                          | Première Guerre mondiale                            |              |
| Nécropole nationale de Flavigny-le-Petit               | Guise                 | 49° 52′ 34″ N, 3° 37′ 43″ E | 5 497                        | Première Guerre mondiale et Seconde Guerre mondiale |              |
| Nécropole nationale du Sourd                           | Lemé                  | 49° 51′ 20″ N, 3° 44′ 02″ E | 2 093                        | Première Guerre mondiale                            |              |
| Nécropole nationale de Loupeigne                       | Loupeigne             | 49° 14′ 43″ N, 3° 32′ 36″ E | 1 077                        | Première Guerre mondiale                            |              |
| Nécropole nationale de Neuilly-Saint-Front             | Neuilly-Saint-Front   | 49° 09′ 44″ N, 3° 14′ 25″ E | 2 072                        | Première Guerre mondiale                            |              |
| Nécropole nationale d'Œuilly                           | Œuilly                | 49° 23′ 38″ N, 3° 40′ 37″ E | 1 159                        | Première Guerre mondiale                            |              |
| Nécropole nationale d'Origny-Sainte-Benoite (ossuaire) | Origny-Sainte-Benoite | 49° 49′ 59″ N, 3° 30′ 09″ E | 87                           | Première Guerre mondiale (Bataille de Guise)        |              |
| Nécropole nationale de Pontavert                       | Pontavert             | 49° 24′ 16″ N, 3° 48′ 37″ E | 6 815                        | Première Guerre mondiale                            |              |
| Nécropole nationale de Saint-Quentin                   | Saint-Quentin         | 49° 51′ 17″ N, 3° 15′ 47″ E | 5 273                        | Première Guerre mondiale                            |              |
| Nécropole nationale de Soupir no 1                     | Soupir                | 49° 24′ 06″ N, 3° 35′ 54″ E | 7 808                        | Première Guerre mondiale                            |              |
| Nécropole nationale de Soupir no 2                     | Soupir                | 49° 23′ 59″ N, 3° 35′ 50″ E | 2 829                        | Première Guerre mondiale                            |              |
| Nécropole nationale de Vailly-sur-Aisne                | Vailly-sur-Aisne      | 49° 24′ 32″ N, 3° 30′ 37″ E | 1 576                        | Première Guerre mondiale                            |              |
| Nécropole nationale de Vauxaillon                      | Vauxaillon            | 49° 28′ 16″ N, 3° 24′ 43″ E | 2 078                        | Première Guerre mondiale                            |              |
| Nécropole nationale de Vauxbuin                        | Vauxbuin              | 49° 21′ 00″ N, 3° 16′ 39″ E | 4 916                        | Première Guerre mondiale                            |              |
| Nécropole nationale de Vic-sur-Aisne                   | Vic-sur-Aisne         | 49° 24′ 35″ N, 3° 06′ 33″ E | 3 050                        | Première Guerre mondiale                            |              |
| Nécropole nationale de Villers-Cotterêts               | Villers-Cotterêts     | 49° 15′ 44″ N, 3° 05′ 10″ E | 3 429                        | Première Guerre mondiale                            |              |

### Ardennes
| Nom                                   | Commune            | Géolocalisation             | Nombre de personnes inhumées | Conflit                                   | Illustration |
| ------------------------------------- | ------------------ | --------------------------- | ---------------------------- | ----------------------------------------- | ------------ |
| Nécropole nationale de Floing         | Floing             | 49° 43′ 04″ N, 4° 56′ 01″ E | 1 952                        | Seconde Guerre mondiale (Percée de Sedan) |              |
| Nécropole nationale de La Marfée      | Noyers-Pont-Maugis | 49° 39′ 53″ N, 4° 55′ 34″ E | 1 723                        | Première Guerre mondiale                  |              |
| Nécropole nationale de Rethel         | Rethel             | 49° 30′ 58″ N, 4° 21′ 20″ E | 3 461                        | Première Guerre mondiale                  |              |
| Nécropole nationale de Sedan-Torcy    | Sedan              | 49° 42′ 11″ N, 4° 55′ 34″ E | 2 909                        | Première Guerre mondiale                  |              |
| Nécropole nationale d'Orfeuil         | Semide             | 49° 17′ 57″ N, 4° 35′ 30″ E | 1 342                        | Première Guerre mondiale                  |              |
| Nécropole nationale de Villy-La Ferté | Villy              | 49° 35′ 03″ N, 5° 13′ 53″ E | 108                          | Seconde Guerre mondiale (Percée de Sedan) |              |
| Nécropole nationale de Chestres       | Vouziers           | 49° 23′ 49″ N, 4° 43′ 39″ E | 2 902                        | Première Guerre mondiale                  |              |

### Bouches-du-Rhône
| Nom                           | Commune         | Géolocalisation             | Nombre de personnes inhumées | Conflit                                                                               | Illustration |
| ----------------------------- | --------------- | --------------------------- | ---------------------------- | ------------------------------------------------------------------------------------- | ------------ |
| Nécropole nationale de Luynes | Aix-en-Provence | 43° 28′ 15″ N, 5° 24′ 03″ E | 11 424                       | Première Guerre mondiale (troupes coloniales) et Seconde Guerre mondiale (Libération) |              |

### Charente
| Nom                                                                           | Commune                   | Géolocalisation             | Nombre de personnes inhumées | Conflit                                                     | Illustration |
| ----------------------------------------------------------------------------- | ------------------------- | --------------------------- | ---------------------------- | ----------------------------------------------------------- | ------------ |
| Mémorial de la Résistance et nécropole nationale de Chasseneuil-sur-Bonnieure | Chasseneuil-sur-Bonnieure | 45° 49′ 12″ N, 0° 26′ 20″ E | 2 255                        | Seconde Guerre mondiale (Libération, Maquis de Bir Hacheim) |              |

### Charente-Maritime
| Nom                           | Commune | Géolocalisation             | Nombre de personnes inhumées | Conflit                              | Illustration |
| ----------------------------- | ------- | --------------------------- | ---------------------------- | ------------------------------------ | ------------ |
| Nécropole nationale de Rétaud | Rétaud  | 45° 40′ 05″ N, 0° 45′ 14″ O | 330                          | Seconde Guerre mondiale (Libération) |              |

### Corse-du-Sud
| Nom                                  | Commune   | Géolocalisation             | Nombre de personnes inhumées | Conflit                                      | Illustration |
| ------------------------------------ | --------- | --------------------------- | ---------------------------- | -------------------------------------------- | ------------ |
| Nécropole nationale des Îles Lavezzi | Bonifacio | 41° 20′ 29″ N, 9° 15′ 15″ E | 242                          | Guerre de Crimée (Naufrage de la Sémillante) |              |

### Haute-Corse
| Nom                            | Commune       | Géolocalisation             | Nombre de personnes inhumées | Conflit                                          | Illustration |
| ------------------------------ | ------------- | --------------------------- | ---------------------------- | ------------------------------------------------ | ------------ |
| Nécropole nationale des Tabors | Saint-Florent | 42° 41′ 17″ N, 9° 18′ 47″ E | 48                           | Seconde Guerre mondiale (Libération de la Corse) |              |

### Doubs
| Nom                              | Commune   | Géolocalisation             | Nombre de personnes inhumées | Conflit                              | Illustration |
| -------------------------------- | --------- | --------------------------- | ---------------------------- | ------------------------------------ | ------------ |
| Nécropole nationale de Rougemont | Rougemont | 47° 28′ 55″ N, 6° 20′ 43″ E | 2 169                        | Seconde Guerre mondiale (Libération) |              |

### Drôme
| Nom                                        | Commune             | Géolocalisation             | Nombre de personnes inhumées | Conflit                                     | Illustration |
| ------------------------------------------ | ------------------- | --------------------------- | ---------------------------- | ------------------------------------------- | ------------ |
| Nécropole nationale d'Eygalayes            | Eygalayes           | 44° 14′ 50″ N, 5° 36′ 55″ E | 17                           | Seconde Guerre mondiale (Maquis Ventoux)    |              |
| Nécropole nationale de Vassieux-en-Vercors | Vassieux-en-Vercors | 44° 54′ 12″ N, 5° 22′ 16″ E | 187                          | Seconde Guerre mondiale (Maquis du Vercors) |              |

### Gironde
| Nom                                                | Commune          | Géolocalisation             | Nombre de personnes inhumées | Conflit                  | Illustration |
| -------------------------------------------------- | ---------------- | --------------------------- | ---------------------------- | ------------------------ | ------------ |
| Nécropole nationale de la Teste-de-Buch (ossuaire) | La Teste-de-Buch | 44° 34′ 34″ N, 1° 09′ 14″ O | 928                          | Première Guerre mondiale |              |

### Isère
| Nom                                      | Commune                     | Géolocalisation             | Nombre de personnes inhumées | Conflit                                     | Illustration |
| ---------------------------------------- | --------------------------- | --------------------------- | ---------------------------- | ------------------------------------------- | ------------ |
| Nécropole de Saint-Nizier-du-Moucherotte | Saint-Nizier-du-Moucherotte | 45° 10′ 30″ N, 5° 38′ 35″ E | 100                          | Seconde Guerre mondiale (Maquis du Vercors) |              |

### Loiret
| Nom                                       | Commune              | Géolocalisation             | Nombre de personnes inhumées | Conflit                                                                                                | Illustration |
| ----------------------------------------- | -------------------- | --------------------------- | ---------------------------- | --- | ------------ |
| Nécropole nationale de Fleury-les-Aubrais | Fleury-les-Aubrais   | 47° 56′ 53″ N, 1° 55′ 24″ E | 3 540                        | Première Guerre mondiale (hôpitaux), Seconde Guerre mondiale (Bataille de France (1940) et Libération) |              |
| Nécropole nationale de Bellefontaine      | La Ferté-Saint-Aubin | 47° 43′ 46″ N, 1° 56′ 32″ E | 78                           | Seconde Guerre mondiale (Libération : maquis de Sologne (1944))                                        |              |

### Marne
| Nom                                             | Commune                         | Géolocalisation             | Nombre de personnes inhumées | Conflit                                                                             | Illustration |
| ----------------------------------------------- | ------------------------------- | --------------------------- | ---------------------------- | ----------------------------------------------------------------------------------- | ------------ |
| Nécropole nationale du Bois-du-Puits à Aubérive | Aubérive                        | 49° 11′ 37″ N, 4° 22′ 06″ E | 6 815                        | Première Guerre mondiale                                                            |              |
| Nécropole nationale de Châlons-en-Champagne     | Châlons-en-Champagne            | 48° 57′ 34″ N, 4° 22′ 25″ E | 4 500                        | Première Guerre mondiale                                                            |              |
| Nécropole nationale Le-Port-à-Binson            | Châtillon-sur-Marne             | 49° 05′ 27″ N, 3° 45′ 53″ E | 2 671                        | Première Guerre mondiale                                                            |              |
| Nécropole nationale de la Maison Bleue          | Cormicy                         | 49° 22′ 25″ N, 3° 55′ 14″ E | 14 431                       | Première Guerre mondiale                                                            |              |
| Nécropole nationale de Courgivaux               | Courgivaux                      | 48° 42′ 37″ N, 3° 29′ 35″ E | 225                          | Première Guerre mondiale                                                            |              |
| Nécropole nationale de Dormans                  | Dormans                         | 49° 04′ 42″ N, 3° 38′ 49″ E | 1 951                        | Première Guerre mondiale                                                            |              |
| Nécropole nationale de Fère-Champenoise         | Fère-Champenoise                | 48° 45′ 06″ N, 3° 59′ 52″ E | 5 986                        | Première Guerre mondiale                                                            |              |
| Nécropole nationale de Florent-en-Argonne       | Florent-en-Argonne              | 49° 08′ 12″ N, 4° 57′ 19″ E | 2 061                        | Première Guerre mondiale                                                            |              |
| Nécropole nationale du Luxembourg               | Hermonville                     | 49° 20′ 43″ N, 3° 56′ 59″ E | 12                           | Première Guerre mondiale, les corps sont déplacés en 2007 à la Nécropole de Cormicy |              |
| Nécropole nationale de Jonchery-sur-Suippe      | Jonchery-sur-Suippe             | 49° 09′ 08″ N, 4° 28′ 40″ E | 7 910                        | Première Guerre mondiale                                                            |              |
| Nécropole nationale du Mont-Frenet              | La Cheppe                       | 49° 03′ 52″ N, 4° 28′ 34″ E | 2 307                        | Première Guerre mondiale                                                            |              |
| Nécropole nationale de Maurupt-le-Montois       | Maurupt-le-Montois              | 48° 44′ 50″ N, 4° 50′ 36″ E | 515                          | Première Guerre mondiale                                                            |              |
| Nécropole nationale du Pont-du-Marson           | Minaucourt-le-Mesnil-lès-Hurlus | 49° 10′ 51″ N, 4° 43′ 43″ E | 21 319                       | Première Guerre mondiale                                                            |              |
| Nécropole nationale de Mourmelon-le-Grand       | Mourmelon-le-Grand              | 49° 08′ 05″ N, 4° 20′ 47″ E | 2 685                        | Première Guerre mondiale                                                            |              |
| Nécropole nationale de Mourmelon-le-Petit       | Mourmelon-le-Petit              | 49° 07′ 40″ N, 4° 18′ 41″ E | 1 496                        | Première Guerre mondiale                                                            |              |
| Nécropole nationale de Pargny-sur-Saulx         | Pargny-sur-Saulx                | 48° 46′ 09″ N, 4° 50′ 40″ E | 284                          | Première Guerre mondiale                                                            |              |
| Nécropole nationale de Sainte-Menehould         | Sainte-Menehould                | 49° 05′ 49″ N, 4° 54′ 28″ E | 5 710                        | Première Guerre mondiale                                                            |              |
| Nécropole nationale de Saint-Jean-sur-Tourbe    | Saint-Jean-sur-Tourbe           | 49° 07′ 41″ N, 4° 40′ 34″ E | 2 222                        | Première Guerre mondiale                                                            |              |
| Nécropole nationale de Saint-Thomas-en-Argonne  | Saint-Thomas-en-Argonne         | 49° 12′ 02″ N, 4° 53′ 19″ E | 8 173                        | Première Guerre mondiale                                                            |              |
| Nécropole nationale de Sept-Saulx               | Sept-Saulx                      | 49° 08′ 51″ N, 4° 14′ 31″ E | 3 043                        | Première Guerre mondiale                                                            |              |
| Nécropole nationale de Sillery                  | Sillery                         | 49° 11′ 42″ N, 4° 08′ 18″ E | 11 259                       | Première Guerre mondiale                                                            |              |
| Monument ossuaire de Soizy-aux-Bois             | Soizy-aux-Bois                  | 48° 48′ 35″ N, 3° 43′ 56″ E | 1 692                        | Première Guerre mondiale                                                            |              |
| Nécropole nationale de Sommepy-Tahure           | Sommepy-Tahure                  | 49° 14′ 20″ N, 4° 32′ 20″ E | 4 067                        | Première Guerre mondiale                                                            |              |
| Nécropole nationale de Somme-Suippe             | Somme-Suippe                    | 49° 06′ 56″ N, 4° 35′ 11″ E | 4 950                        | Première Guerre mondiale                                                            |              |
| Nécropole nationale La ferme des Wacques        | Souain-Perthes-lès-Hurlus       | 49° 10′ 58″ N, 4° 30′ 37″ E | 147                          | Première Guerre mondiale                                                            |              |
| Nécropole nationale de La Crouée                | Souain-Perthes-lès-Hurlus       | 49° 11′ 17″ N, 4° 32′ 19″ E | 30 734                       | Première Guerre mondiale                                                            |              |
| Monument ossuaire de la Légion étrangère        | Souain-Perthes-lès-Hurlus       | 49° 11′ 47″ N, 4° 33′ 57″ E | 128                          | Première Guerre mondiale                                                            |              |
| Nécropole nationale de l'Opéra                  | Souain-Perthes-lès-Hurlus       | 49° 11′ 30″ N, 4° 33′ 21″ E | 144                          | Première Guerre mondiale                                                            |              |
| Nécropole nationale de la Ferme de Suippes      | Suippes                         | 49° 06′ 55″ N, 4° 30′ 58″ E | 9 361                        | Première Guerre mondiale                                                            |              |
| Nécropole nationale de Suippes-Ville            | Suippes                         | 49° 07′ 47″ N, 4° 32′ 04″ E | 4 853                        | Première Guerre mondiale                                                            |              |
| Ossuaire de La Gruerie                          | Vienne-le-Château               | 49° 12′ 00″ N, 4° 53′ 23″ E | 10 000                       | Première Guerre mondiale                                                            |              |
| Nécropole nationale de La Harazée               | Vienne-le-Château               | 49° 11′ 46″ N, 4° 54′ 59″ E | 1 673                        | Première Guerre mondiale                                                            |              |
| Nécropole nationale de Villers-Marmery          | Villers-Marmery                 | 49° 08′ 14″ N, 4° 11′ 30″ E | 523                          | Première Guerre mondiale                                                            |              |
| Nécropole nationale de Vitry-le-François        | Vitry-le-François               | 48° 43′ 08″ N, 4° 34′ 52″ E | 4 067                        | Première Guerre mondiale                                                            |              |

### Meurthe-et-Moselle
| Nom                                                | Commune          | Géolocalisation             | Nombre de personnes inhumées | Conflit                  | Illustration |
| -------------------------------------------------- | ---------------- | --------------------------- | ---------------------------- | ------------------------ | ------------ |
| Nécropole nationale de Badonviller                 | Badonviller      | 48° 30′ 03″ N, 6° 53′ 48″ E | 2 591                        | Première Guerre mondiale |              |
| Monument ossuaire de Baslieux                      | Baslieux         | 49° 26′ 05″ N, 5° 44′ 24″ E | 293                          | Première Guerre mondiale |              |
| Nécropole nationale de Bayon                       | Bayon            | 48° 28′ 51″ N, 6° 19′ 12″ E | 169                          | Première Guerre mondiale |              |
| Nécropole nationale de Champenoux                  | Champenoux       | 48° 44′ 27″ N, 6° 20′ 13″ E | 2 862                        | Première Guerre mondiale |              |
| Nécropole nationale de Choloy-Ménillot             | Choloy-Ménillot  | 48° 40′ 03″ N, 5° 51′ 08″ E | 2 079                        | Première Guerre mondiale |              |
| Nécropole nationale de Courbesseaux                | Courbesseaux     | 48° 41′ 37″ N, 6° 23′ 41″ E | 2 679                        | Première Guerre mondiale |              |
| Nécropole nationale de Fillières                   | Fillières        | 49° 24′ 28″ N, 5° 50′ 09″ E | 689                          | Première Guerre mondiale |              |
| Nécropole nationale de Flirey                      | Flirey           | 48° 51′ 55″ N, 5° 50′ 35″ E | 4 407                        | Première Guerre mondiale |              |
| Nécropole nationale de Gerbéviller                 | Gerbéviller      | 48° 29′ 49″ N, 6° 31′ 10″ E | 2 167                        | Première Guerre mondiale |              |
| Nécropole nationale de Gorcy                       | Gorcy            | 49° 32′ 39″ N, 5° 40′ 52″ E | 1 263                        | Première Guerre mondiale |              |
| Ossuaire des Entonoirs de Leintrey                 | Leintrey         | 48° 36′ 47″ N, 6° 44′ 00″ E | ~73                          | Première Guerre mondiale |              |
| Nécropole nationale de Lexy (ossuaire et monument) | Lexy             | 49° 30′ 05″ N, 5° 43′ 32″ E | 68                           | Première Guerre mondiale |              |
| Nécropole nationale de Lironville                  | Lironville       | 48° 51′ 41″ N, 5° 54′ 03″ E | 416                          | Première Guerre mondiale |              |
| Nécropole nationale du Pétant                      | Montauville      | 48° 54′ 11″ N, 6° 00′ 47″ E | 13 517                       | Première Guerre mondiale |              |
| Nécropole nationale de Noviant-aux-Prés            | Noviant-aux-Prés | 48° 50′ 57″ N, 5° 53′ 32″ E | 3 343                        | Première Guerre mondiale |              |
| Nécropole nationale de Pierrepont                  | Pierrepont       | 49° 24′ 53″ N, 5° 42′ 15″ E | 3 758                        | Première Guerre mondiale |              |
| Nécropole nationale de Reillon                     | Reillon          | 48° 35′ 56″ N, 6° 45′ 01″ E | 1 326                        | Première Guerre mondiale |              |
| Nécropole nationale de Rozelieures                 | Rozelieures      | 48° 26′ 39″ N, 6° 25′ 43″ E | 1 154                        | Première Guerre mondiale |              |
| Nécropole nationale de Thil                        | Thil             | 49° 28′ 41″ N, 5° 54′ 15″ E | inconnu                      | Seconde Guerre mondiale  |              |
| Nécropole nationale de Villette                    | Villette         | 49° 28′ 20″ N, 5° 33′ 14″ E | 97                           | Première Guerre mondiale |              |
| Nécropole nationale de Ville-Houdlémont            | Ville-Houdlémont | 49° 32′ 40″ N, 5° 39′ 07″ E | 92                           | Première Guerre mondiale |              |
| Nécropole nationale de Friscati                    | Vitrimont        | 48° 36′ 13″ N, 6° 27′ 22″ E | 3 741                        | Première Guerre mondiale |              |

### Meuse
| Nom                                            | Commune                 | Géolocalisation             | Nombre de personnes inhumées  | Conflit                  | Illustration |
| ---------------------------------------------- | ----------------------- | --------------------------- | ----------------------------- | ------------------------ | ------------ |
| Nécropole nationale d'Amblemy                  | Ambly-sur-Meuse         | 49° 01′ 15″ N, 5° 26′ 18″ E | 111                           | Première Guerre mondiale |              |
| Nécropole nationale de Marbotte                | Apremont-la-Forêt       | 48° 50′ 01″ N, 5° 35′ 16″ E | 2 656                         | Première Guerre mondiale |              |
| Nécropole nationale d'Avocourt                 | Avocourt                | 49° 12′ 26″ N, 5° 08′ 14″ E | 1 896                         | Première Guerre mondiale |              |
| Nécropole nationale de Bar-le-Duc              | Bar-le-Duc              | 48° 46′ 04″ N, 5° 10′ 45″ E | 3 194                         | Première Guerre mondiale |              |
| Nécropole nationale de Belleray                | Belleray                | 49° 07′ 53″ N, 5° 24′ 20″ E | 1 326                         | Première Guerre mondiale |              |
| Nécropole nationale de Mont-sous-les-Côtes     | (Mont-Villers) Bonzée   | 49° 05′ 40″ N, 5° 33′ 51″ E | 77                            | Première Guerre mondiale |              |
| Nécropole nationale de Brandeville             | Brandeville             | 49° 24′ 07″ N, 5° 18′ 14″ E | 506                           | Première Guerre mondiale |              |
| Nécropole nationale de Bras-sur-Meuse          | Bras-sur-Meuse          | 49° 12′ 27″ N, 5° 22′ 33″ E | 6 537                         | Première Guerre mondiale |              |
| Nécropole nationale de Brieulles-sur-Meuse     | Brieulles-sur-Meuse     | 49° 20′ 02″ N, 5° 10′ 12″ E | 2 572                         | Première Guerre mondiale |              |
| Nécropole nationale de Buzy                    | Buzy-Darmont            | 49° 10′ 41″ N, 5° 42′ 47″ E | 2 330                         | Première Guerre mondiale |              |
| Nécropole nationale de Chattancourt            | Chattancourt            | 49° 13′ 23″ N, 5° 16′ 17″ E | 1 727                         | Première Guerre mondiale |              |
| Nécropole nationale de Commercy                | Commercy                | 48° 45′ 38″ N, 5° 34′ 49″ E | 2 132                         | Première Guerre mondiale |              |
| Nécropole nationale de Dieue                   | Dieue-sur-Meuse         | 49° 04′ 31″ N, 5° 25′ 40″ E | 310                           | Première Guerre mondiale |              |
| Nécropole nationale du Bois de Béthelainville  | Dombasle-en-Argonne     | 49° 09′ 26″ N, 5° 12′ 48″ E | 1 095                         | Première Guerre mondiale |              |
| Ossuaire de Douaumont                          | Douaumont-Vaux          | 49° 12′ 26″ N, 5° 25′ 29″ E | 130 000 Allemands et Français | Première Guerre mondiale |              |
| Nécropole nationale de Dugny-sur-Meuse         | Dugny-sur-Meuse         | 49° 06′ 49″ N, 5° 23′ 20″ E | 1 971                         | Première Guerre mondiale |              |
| Nécropole nationale d'Esnes-en-Argonne         | Esnes-en-Argonne        | 49° 12′ 26″ N, 5° 11′ 28″ E | 6 861                         | Première Guerre mondiale |              |
| Nécropole nationale de Fleury-devant-Douaumont | Fleury-devant-Douaumont | 49° 12′ 26″ N, 5° 25′ 29″ E | 16 140                        | Première Guerre mondiale |              |
| Nécropole nationale d'Haudainville             | Haudainville            | 49° 07′ 41″ N, 5° 25′ 04″ E | 210                           | Première Guerre mondiale |              |
| Nécropole nationale de La Forestière           | Lachalade               | 49° 10′ 03″ N, 5° 00′ 09″ E | 2 005                         | Première Guerre mondiale |              |
| Nécropole nationale de Lacroix-sur-Meuse       | Lacroix-sur-Meuse       | 48° 58′ 56″ N, 5° 32′ 31″ E | 969                           | Première Guerre mondiale |              |
| Nécropole nationale de Landrecourt-Lempire     | Landrecourt-Lempire     | 49° 06′ 01″ N, 5° 20′ 45″ E | 1 962                         | Première Guerre mondiale |              |
| Nécropole nationale du Trottoir                | Les Éparges             | 49° 03′ 56″ N, 5° 36′ 21″ E | 2 906                         | Première Guerre mondiale |              |
| Nécropole nationale des Islettes               | Les Islettes            | 49° 06′ 48″ N, 5° 00′ 01″ E | 2 226                         | Première Guerre mondiale |              |
| Nécropole nationale de Fontaine-Routhon        | Les Souhesmes-Rampont   | 49° 05′ 36″ N, 5° 16′ 17″ E | 1 068                         | Première Guerre mondiale |              |
| Nécropole nationale de Brocourt-en-Argonne     | Brocourt-en-Argonne     | 49° 06′ 48″ N, 5° 10′ 09″ E | 471                           | Première Guerre mondiale |              |
| Nécropole nationale de Rembercourt-Sommaisne   | Rembercourt-Sommaisne   | 48° 54′ 20″ N, 5° 10′ 23″ E | 10 493                        | Première Guerre mondiale |              |
| Nécropole nationale de Revigny-sur-Ornain      | Revigny-sur-Ornain      | 48° 49′ 20″ N, 4° 58′ 10″ E | 1 315                         | Première Guerre mondiale |              |
| Nécropole nationale de Rupt-en-Woëvre          | Rupt-en-Woëvre          | 49° 03′ 04″ N, 5° 29′ 32″ E | 170                           | Première Guerre mondiale |              |
| Nécropole nationale de Vaux-Racine             | Saint-Mihiel            | 48° 54′ 11″ N, 5° 32′ 37″ E | 3 419                         | Première Guerre mondiale |              |
| Nécropole nationale de Saint-Remy-la-Calonne   | Saint-Remy-la-Calonne   | 49° 02′ 53″ N, 5° 36′ 02″ E | 166                           | Première Guerre mondiale |              |
| Nécropole nationale de Senoncourt-les-Maujouy  | Senoncourt-les-Maujouy  | 49° 04′ 00″ N, 5° 21′ 42″ E | 531                           | Première Guerre mondiale |              |
| Nécropole nationale de Sommedieue              | Sommedieue              | 49° 05′ 07″ N, 5° 27′ 38″ E | 164                           | Première Guerre mondiale |              |
| Nécropole nationale de Trésauvaux              | Trésauvaux              | 49° 04′ 41″ N, 5° 36′ 12″ E | 655                           | Première Guerre mondiale |              |
| Nécropole nationale de Troyon                  | Troyon                  | 49° 00′ 14″ N, 5° 28′ 03″ E | 150                           | Première Guerre mondiale |              |
| Nécropole nationale de Vadelaincourt           | Vadelaincourt           | 49° 04′ 22″ N, 5° 15′ 41″ E | 1 727                         | Première Guerre mondiale |              |
| Nécropole nationale de Vauquois                | Vauquois                | 49° 11′ 45″ N, 5° 04′ 31″ E | 6338                          | Première Guerre mondiale |              |
| Nécropole nationale de Bevaux                  | Verdun                  | 49° 08′ 34″ N, 5° 23′ 39″ E | 3 592                         | Première Guerre mondiale |              |
| Nécropole nationale du Faubourg-Pavé           | Verdun                  | 49° 09′ 57″ N, 5° 24′ 17″ E | 5 516                         | Première Guerre mondiale |              |
| Nécropole nationale de Glorieux                | Verdun                  | 49° 09′ 27″ N, 5° 20′ 49″ E | 4 246                         | Première Guerre mondiale |              |
| Nécropole nationale de Ville-sur-Cousances     | Ville-sur-Cousances     | 49° 04′ 34″ N, 5° 11′ 11″ E | 918                           | Première Guerre mondiale |              |

### Morbihan
| Nom                                        | Commune             | Géolocalisation             | Nombre de personnes inhumées | Conflit                                                                              | Illustration |
| ------------------------------------------ | ------------------- | --------------------------- | ---------------------------- | ------------------------------------------------------------------------------------ | ------------ |
| Nécropole nationale de Sainte-Anne-d'Auray | Sainte-Anne-d'Auray | 47° 42′ 15″ N, 2° 57′ 10″ O | 2 106                        | Guerre franco-allemande de 1870, Première Guerre mondiale et Seconde Guerre mondiale |              |

### Moselle
| Nom                                                       | Commune          | Géolocalisation                 | Nombre de personnes inhumées | Conflit                                                                              | Illustration |
| --------------------------------------------------------- | ---------------- | ------------------------------- | ---------------------------- | ------------------------------------------------------------------------------------ | ------------ |
| Nécropole nationale de La Valette                         | Abreschviller    | 48° 38′ 35,1″ N, 7° 06′ 09,9″ E | 455                          |                                                                                      |              |
| Nécropole nationale de Brouderdorff                       | Brouderdorff     | 48° 41′ 25,7″ N, 7° 06′ 05,3″ E | 466                          |                                                                                      |              |
| Ossuaire de Chicourt                                      | Chicourt         | 48° 55′ 08,6″ N, 6° 30′ 24,9″ E | 179                          |                                                                                      |              |
| Nécropole nationale de Conthil                            | Conthil          | 48° 53′ 33,1″ N, 6° 39′ 32,6″ E | 38                           |                                                                                      |              |
| Nécropole nationale de l'Espérance                        | Cutting          | 48° 50′ 26,3″ N, 6° 50′ 06,7″ E | 813                          |                                                                                      |              |
| Nécropole nationale de Dieuze                             | Dieuze           | 48° 48′ 56,1″ N, 6° 43′ 28,8″ E | 1 450                        | Première Guerre mondiale et Seconde Guerre mondiale                                  |              |
| Nécropole nationale de Lagarde                            | Lagarde          | 48° 41′ 31″ N, 6° 41′ 59″ E     | 552                          |                                                                                      |              |
| Nécropole nationale de Lidrezing                          | Lidrezing        | 48° 52′ 29″ N, 6° 41′ 41″ E     | 549                          |                                                                                      |              |
| Nécropole nationale de Chambière                          | Metz             | 49° 08′ 03″ N, 6° 11′ 40″ E     | 13 015                       | Guerre franco-allemande de 1870, Première Guerre mondiale et Seconde Guerre mondiale |              |
| Nécropole nationale de Plaine-de-Walsch                   | Plaine-de-Walsch | 48° 41′ 03″ N, 7° 07′ 27″ E     | 356                          |                                                                                      |              |
| Nécropole nationale de Riche                              | Riche            | 48° 54′ 21″ N, 6° 37′ 48″ E     | 2 585                        |                                                                                      |              |
| Nécropole nationale de Sarraltroff                        | Sarraltroff      | 48° 46′ 39″ N, 7° 03′ 31″ E     | 278                          |                                                                                      |              |
| Nécropole nationale de Sarrebourg - Buhl                  | Sarrebourg       | 48° 43′ 56″ N, 7° 03′ 49″ E     | 1 608                        | Première Guerre mondiale et Seconde Guerre mondiale                                  |              |
| Nécropole nationale des prisonniers de guerre (1914-1918) | Sarrebourg       | 48° 44′ 34″ N, 7° 02′ 07″ E     | 13 320                       | Première Guerre mondiale                                                             |              |
| Nécropole nationale de Thionville                         | Thionville       | 49° 22′ 18″ N, 6° 10′ 24″ E     | 1 643                        |                                                                                      |              |
| Nécropole nationale de Vergaville                         | Vergaville       | 48° 50′ 36″ N, 6° 44′ 10″ E     | 1 151                        |                                                                                      |              |
| Nécropole de Walscheid                                    | Walscheid        | 48° 39′ 36″ N, 7° 08′ 56″ E     | 404                          |                                                                                      |              |

### Nord
| Nom                                   | Commune        | Géolocalisation             | Nombre de personnes inhumées | Conflit                                                                          | Illustration |
| ------------------------------------- | -------------- | --------------------------- | ---------------------------- | -------------------------------------------------------------------------------- | ------------ |
| Nécropole nationale d'Assevent        | Assevent       | 50° 17′ 30″ N, 4° 01′ 03″ E | 1 147                        | Première Guerre mondiale                                                         |              |
| Nécropole nationale de Dunkerque      | Dunkerque      | 51° 01′ 48″ N, 2° 23′ 16″ E | 1 833                        | Première Guerre mondiale (hôpitaux militaires)                                   |              |
| Nécropole nationale d'Haubourdin      | Haubourdin     | 50° 36′ 14″ N, 2° 59′ 44″ E | 1 987                        | Seconde Guerre mondiale (Bataille de France (1940) et Résistance)                |              |
| Nécropole nationale du Fort des Dunes | Leffrinckoucke | 51° 03′ 14″ N, 2° 26′ 40″ E | 190                          | Seconde Guerre mondiale                                                          |              |
| Nécropole nationale de Zuydcoote      | Zuydcoote      | 51° 03′ 41″ N, 2° 29′ 05″ E | 2 294                        | Première Guerre mondiale, Seconde Guerre mondiale (Bataille de Dunkerque (1940)) |              |

### Oise
| Nom                                            | Commune                 | Géolocalisation                   | Nombre de personnes inhumées | Conflit                                             | Illustration |
| ---------------------------------------------- | ----------------------- | --------------------------------- | ---------------------------- | --------------------------------------------------- | ------------ |
| Nécropole nationale de Marissel                | Beauvais                | 49° 26′ 25,39″ N, 2° 05′ 12,89″ E | 1 379                        | Première Guerre mondiale et Seconde Guerre mondiale |              |
| Nécropole nationale du bois de Montrolles      | Betz                    | 49° 09′ 27″ N, 2° 57′ 22″ E       | 44                           | Première Guerre mondiale (Bataille de l'Ourcq)      |              |
| Nécropole nationale de Cambronne-lès-Ribécourt | Cambronne-lès-Ribécourt | 49° 30′ 25″ N, 2° 53′ 54″ E       | 2 237                        | Première Guerre mondiale et Seconde Guerre mondiale |              |
| Nécropole nationale de Catenoy                 | Catenoy                 | 49° 22′ 09″ N, 2° 30′ 41″ E       | 1 752                        | Première Guerre mondiale                            |              |
| Nécropole nationale de Royallieu               | Compiègne               | 49° 24′ 54″ N, 2° 49′ 23″ E       | 3 257                        | Première Guerre mondiale                            |              |
| Nécropole nationale de Cuts                    | Cuts                    | 49° 31′ 55″ N, 3° 06′ 02″ E       | 3 296                        | Première Guerre mondiale et Seconde Guerre mondiale |              |
| Nécropole nationale de Dompierre               | Dompierre               | 49° 35′ 43″ N, 2° 32′ 11″ E       | 1 416                        | Première Guerre mondiale                            |              |
| Nécropole nationale de Méry-la-Bataille        | Méry-la-Bataille        | 49° 32′ 47″ N, 2° 37′ 48″ E       | 1 539                        | Première Guerre mondiale                            |              |
| Nécropole nationale de Noyon                   | Noyon                   | 49° 34′ 54″ N, 2° 59′ 59″ E       | 1 728                        | Première Guerre mondiale                            |              |
| Nécropole nationale de Remy                    | Remy                    | 49° 26′ 19″ N, 2° 42′ 30″ E       | 1 829                        | Première Guerre mondiale                            |              |
| Nécropole nationale de Senlis                  | Senlis                  | 49° 12′ 29″ N, 2° 35′ 15″ E       | 1 146                        | Première Guerre mondiale                            |              |
| Nécropole nationale de Thiescourt              | Thiescourt              | 49° 34′ 07″ N, 2° 53′ 08″ E       | 1 266                        | Première Guerre mondiale                            |              |
| Nécropole nationale de Tracy-le-Mont           | Tracy-le-Mont           | 49° 28′ 17″ N, 3° 00′ 34″ E       | 3 196                        | Première Guerre mondiale                            |              |
| Nécropole nationale de Verberie                | Verberie                | 49° 18′ 40″ N, 2° 43′ 56″ E       | 2 600                        | Première Guerre mondiale et Seconde Guerre mondiale |              |
| Nécropole nationale de Vignemont               | Vignemont               | 49° 30′ 10″ N, 2° 46′ 38″ E       | 3 108                        | Première Guerre mondiale                            |              |

### Orne
| Nom                            | Commune                | Géolocalisation             | Nombre de personnes inhumées | Conflit                                         | Illustration |
| ------------------------------ | ---------------------- | --------------------------- | ---------------------------- | ----------------------------------------------- | ------------ |
| Nécropole nationale des Gateys | Saint-Nicolas-des-Bois | 48° 29′ 39″ N, 0° 00′ 59″ E | 19                           | Seconde Guerre mondiale (Bataille de Normandie) |              |

### Pas-de-Calais
| Nom                                           | Commune                | Géolocalisation             | Nombre de personnes inhumées | Conflit                  | Illustration |
| --------------------------------------------- | ---------------------- | --------------------------- | ---------------------------- | ------------------------ | ------------ |
| Nécropole nationale de Notre-Dame-de-Lorette  | Ablain-Saint-Nazaire   | 50° 24′ 04″ N, 2° 43′ 09″ E | 44 833                       | Première Guerre mondiale |              |
| Nécropole nationale de Courcelles-le-Comte    | Courcelles-le-Comte    | 50° 09′ 30″ N, 2° 46′ 28″ E | 132                          | Première Guerre mondiale |              |
| Nécropole nationale de Marœuil                | Marœuil                | 50° 19′ 42″ N, 2° 42′ 24″ E | 559                          | Première Guerre mondiale |              |
| Nécropole nationale de la Targette            | Neuville-Saint-Vaast   | 50° 20′ 58″ N, 2° 44′ 52″ E | 12 010                       | Première Guerre mondiale |              |
| Nécropole nationale de Saint-Pol-sur-Ternoise | Saint-Pol-sur-Ternoise | 50° 22′ 47″ N, 2° 20′ 08″ E | 725                          | Première Guerre mondiale |              |

### Bas-Rhin
| Nom                                                                   | Commune       | Géolocalisation             | Nombre de personnes inhumées | Conflit                                             | Illustration |
| --------------------------------------------------------------------- | ------------- | --------------------------- | ---------------------------- | --------------------------------------------------- | ------------ |
| Nécropole nationale du Dônon                                          | Grandfontaine | 48° 30′ 11″ N, 7° 08′ 32″ E | 324                          | Première Guerre mondiale et Seconde Guerre mondiale |              |
| Nécropole nationale de Grendelbruch                                   | Grendelbruch  | 48° 29′ 17″ N, 7° 18′ 42″ E | 144                          | Première Guerre mondiale                            |              |
| Nécropole nationale d'Haguenau                                        | Haguenau      | 48° 48′ 27″ N, 7° 47′ 50″ E | 1756                         | Première Guerre mondiale                            |              |
| Nécropole nationale du Struthof (Mémorial national de la déportation) | Natzwiller    | 48° 27′ 16″ N, 7° 15′ 14″ E | 1118                         | Seconde Guerre mondiale                             |              |
| Nécropole nationale de Plaine                                         | Plaine        | 48° 24′ 43″ N, 7° 08′ 50″ E | 736                          | Première Guerre mondiale et Seconde Guerre mondiale |              |
| Nécropole nationale de Saales                                         | Saales        | 48° 21′ 14″ N, 7° 06′ 22″ E | 736                          | Première Guerre mondiale et Seconde Guerre mondiale |              |
| Nécropole nationale de Strasbourg-Cronenbourg                         | Strasbourg    | 48° 35′ 23″ N, 7° 43′ 48″ E | 4 583                        | Première Guerre mondiale et Seconde Guerre mondiale |              |
| Nécropole nationale de Villé                                          | Villé         | 48° 20′ 35″ N, 7° 17′ 46″ E | 432                          | Première Guerre mondiale                            |              |
| Nécropole nationale de Wisches                                        | Wisches       | 48° 30′ 18″ N, 7° 14′ 27″ E | 504                          | Première Guerre mondiale                            |              |
| Nécropole nationale de Weiler                                         | Wissembourg   | 49° 02′ 32″ N, 7° 54′ 12″ E | 432                          | Première Guerre mondiale                            |              |

### Haut-Rhin
| Nom                                                                       | Commune                | Géolocalisation             | Nombre de personnes inhumées | Conflit                                             | Illustration |
| ------------------------------------------------------------------------- | ---------------------- | --------------------------- | ---------------------------- | --------------------------------------------------- | ------------ |
| Nécropole nationale d'Altkirch                                            | Altkirch               | 47° 37′ 45″ N, 7° 14′ 31″ E | 1 785                        | Première Guerre mondiale                            |              |
| Nécropole nationale de Cernay                                             | Cernay                 | 47° 48′ 50″ N, 7° 10′ 43″ E | 3 709                        | Première Guerre mondiale et Seconde Guerre mondiale |              |
| Nécropole nationale de Colmar                                             | Colmar                 | 48° 05′ 43″ N, 7° 22′ 22″ E | 2 312                        | Première Guerre mondiale et Seconde Guerre mondiale |              |
| Nécropole nationale de Dannemarie                                         | Dannemarie             | 47° 37′ 42″ N, 7° 07′ 20″ E | 390                          | Première Guerre mondiale                            |              |
| Nécropole nationale de Waldmatt                                           | Guebwiller             | 47° 54′ 13″ N, 7° 12′ 04″ E | 457                          | Première Guerre mondiale                            |              |
| Nécropole nationale du Chêne-Millet                                       | Metzeral               | 48° 00′ 20″ N, 7° 02′ 47″ E | 2 632                        | Première Guerre mondiale                            |              |
| Nécropole nationale de Moosch                                             | Moosch                 | 47° 51′ 34″ N, 7° 03′ 17″ E | 594                          | Première Guerre mondiale                            |              |
| Nécropole nationale des Vallons                                           | Mulhouse               | 47° 43′ 44″ N, 7° 19′ 54″ E | 1 658                        | Seconde Guerre mondiale                             |              |
| Nécropole nationale du Carrefour Duchesne                                 | Orbey                  | 48° 08′ 56″ N, 7° 06′ 28″ E | 408                          | Première Guerre mondiale                            |              |
| Nécropole nationale du Wettstein                                          | Orbey                  | 48° 05′ 19″ N, 7° 07′ 04″ E | 3 535                        | Première Guerre mondiale                            |              |
| Nécropole nationale de Sainte-Croix-aux-Mines                             | Sainte-Croix-aux-Mines | 48° 15′ 36″ N, 7° 14′ 02″ E | 248                          | Première Guerre mondiale                            |              |
| Nécropole nationale du Col de Sainte-Marie                                | Sainte-Marie-aux-Mines | 48° 14′ 39″ N, 7° 08′ 07″ E | 230                          | Première Guerre mondiale                            |              |
| Nécropole nationale de Sigolsheim                                         | Sigolsheim             | 48° 08′ 26″ N, 7° 18′ 30″ E | 1589                         | Seconde Guerre mondiale                             |              |
| Nécropole nationale du Bois de Maettle                                    | Sondernach             | 47° 59′ 29″ N, 7° 04′ 21″ E | 374                          | Première Guerre mondiale                            |              |
| Nécropole nationale du Vieil-Armand (Hartmannswillerkopf) crypte-ossuaire | Wattwiller             | 47° 51′ 32″ N, 7° 09′ 02″ E | 12 000                       | Première Guerre mondiale                            |              |
| Nécropole nationale du Siberloch (Hartmannswillerkopf)                    | Wattwiller             | 47° 51′ 32″ N, 7° 09′ 02″ E | 1 264                        | Première Guerre mondiale                            |              |

### Rhône
| Nom                            | Commune      | Géolocalisation             | Nombre de personnes inhumées | Conflit                                                                                   | Illustration |
| ------------------------------ | ------------ | --------------------------- | ---------------------------- | ----------------------------------------------------------------------------------------- | ------------ |
| Tata sénégalais de Chasselay   | Chasselay    | 45° 52′ 56″ N, 4° 45′ 17″ E | 196                          | Seconde Guerre mondiale (Bataille de France (1940))                                       |              |
| Nécropole nationale de la Doua | Villeurbanne | 45° 47′ 04″ N, 4° 53′ 11″ E | 6 359                        | Première Guerre mondiale et Seconde Guerre mondiale (Résistance intérieure et Libération) |              |

### Haute-Savoie
| Nom                                               | Commune | Géolocalisation             | Nombre de personnes inhumées | Conflit                                      | Illustration |
| ------------------------------------------------- | ------- | --------------------------- | ---------------------------- | -------------------------------------------- | ------------ |
| Site de Morette (Nécropole nationale des Glières) | Thônes  | 45° 52′ 59″ N, 6° 19′ 33″ E | 105                          | Seconde Guerre mondiale (Maquis des Glières) |              |

### Seine-et-Marne
| Nom                                                                      | Commune                | Géolocalisation             | Nombre de personnes inhumées | Conflit                                                                             | Illustration |
| ------------------------------------------------------------------------ | ---------------------- | --------------------------- | ---------------------------- | ----------------------------------------------------------------------------------- | ------------ |
| Nécropole nationale de Chambry                                           | Chambry                | 48° 59′ 54″ N, 2° 53′ 37″ E | 1 331                        | Première Guerre mondiale (Bataille de la Marne (1914), Bataille de l'Ourcq (1914))  |              |
| Nécropole nationale de Chauconin-Neufmontiers (Grande tombe de Villeroy) | Chauconin-Neufmontiers | 48° 58′ 27″ N, 2° 50′ 19″ E | 133                          | Première Guerre mondiale (Bataille de la Marne (1914), Bataille de l'Ourcq (1914))  |              |
| Nécropole nationale d'Etrepilly                                          | Étrépilly              | 49° 02′ 10″ N, 2° 55′ 55″ E | 667                          | Première Guerre mondiale (Bataille de la Marne (1914), Bataille de l'Ourcq (1914))  |              |
| Nécropole nationale de Montceaux-lès-Provins                             | Montceaux-lès-Provins  | 49° 02′ 10″ N, 2° 55′ 55″ E | 223                          | Première Guerre mondiale (Bataille de la Marne (1914))                              |              |
| Nécropole nationale de Villiers-Saint-Georges                            | Villiers-Saint-Georges | 48° 39′ 03″ N, 3° 24′ 21″ E | 61                           | Première Guerre mondiale (Bataille de la Marne (1914), Bataille de la Marne (1918)) |              |

### Somme
| Nom                                                         | Commune                | Géolocalisation             | Nombre de personnes inhumées | Conflit                                             | Illustration |
| ----------------------------------------------------------- | ---------------------- | --------------------------- | ---------------------------- | --------------------------------------------------- | ------------ |
| Nécropole nationale d'Albert                                | Albert                 | 50° 00′ 10″ N, 2° 39′ 10″ E | 6 280                        | Première Guerre mondiale                            |              |
| Nécropole nationale de Saint-Acheul                         | Amiens                 | 50° 00′ 10″ N, 2° 39′ 10″ E | 2 739                        | Première Guerre mondiale                            |              |
| Nécropole nationale de Saint-Pierre                         | Amiens                 | 49° 53′ 39″ N, 2° 17′ 45″ E | 1 347                        | Première Guerre mondiale                            |              |
| Nécropole nationale de Serre-Hébuterne                      | Beaumont-Hamel         | 50° 05′ 02″ N, 2° 39′ 10″ E | 834                          | Première Guerre mondiale                            |              |
| Nécropole nationale du bois des Loges                       | Beuvraignes            | 49° 38′ 53″ N, 2° 39′ 23″ E | 1 854                        | Première Guerre mondiale                            |              |
| Nécropole nationale de Biaches                              | Biaches                | 50° 00′ 10″ N, 2° 39′ 10″ E | 1 362                        | Première Guerre mondiale                            |              |
| Nécropole nationale de Bray-sur-Somme                       | Bray-sur-Somme         | 49° 56′ 28″ N, 2° 43′ 06″ E | 1 045                        | Première Guerre mondiale                            |              |
| Nécropole nationale de Cerisy                               | Cerisy                 | 49° 54′ 24″ N, 2° 38′ 22″ E | 990                          | Première Guerre mondiale                            |              |
| Nécropole nationale du bois des Ouvrages                    | Cléry-sur-Somme        | 49° 57′ 28″ N, 2° 53′ 12″ E | 2 332                        | Première Guerre mondiale                            |              |
| Nécropole nationale de Condé-Folie                          | Condé-Folie            | 50° 00′ 38″ N, 2° 01′ 07″ E | 3 312                        | Seconde Guerre mondiale (Bataille de France (1940)) |              |
| Nécropole nationale de Dompierre-Becquincourt               | Dompierre-Becquincourt | 49° 54′ 29″ N, 2° 48′ 21″ E | 7 034                        | Première Guerre mondiale                            |              |
| Nécropole nationale de la Cote-80                           | Étinehem-Méricourt     | 49° 55′ 43″ N, 2° 41′ 27″ E | 1 004                        | Première Guerre mondiale                            |              |
| Nécropole nationale d'Hattencourt                           | Hattencourt            | 49° 55′ 43″ N, 2° 41′ 27″ E | 1 949                        | Première Guerre mondiale                            |              |
| Nécropole nationale de Lihons                               | Lihons                 | 49° 49′ 30″ N, 2° 46′ 01″ E | 6 581                        | Première Guerre mondiale                            |              |
| Nécropole nationale des Buttes                              | Marcelcave             | 49° 51′ 03″ N, 2° 34′ 31″ E | 1 610                        | Première Guerre mondiale                            |              |
| Nécropole nationale de Maucourt                             | Maucourt               | 49° 47′ 39″ N, 2° 45′ 19″ E | 5 272                        | Première Guerre mondiale                            |              |
| Nécropole nationale de Maurepas                             | Maurepas               | 49° 59′ 25″ N, 2° 50′ 52″ E | 3 678                        | Première Guerre mondiale                            |              |
| Nécropole nationale de Moislains (Cimetière des Charentais) | Moislains              | 49° 59′ 26″ N, 2° 57′ 53″ E | 465                          | Première Guerre mondiale                            |              |
| Nécropole nationale de l'Égalité                            | Montdidier             | 49° 38′ 55″ N, 2° 34′ 15″ E | 745                          | Première Guerre mondiale                            |              |
| Nécropole nationale de Montdidier                           | Montdidier             | 49° 38′ 55″ N, 2° 34′ 15″ E | 7 406                        | Première Guerre mondiale                            |              |
| Nécropole nationale de Rancourt                             | Bouchavesnes-Bergen    | 49° 59′ 00″ N, 2° 54′ 58″ E | 8 566                        | Première Guerre mondiale                            |              |
| Nécropole nationale de Villers-Carbonnel                    | Villers-Carbonnel      | 49° 52′ 38″ N, 2° 53′ 51″ E | 2 285                        | Première Guerre mondiale                            |              |

### Var
| Nom                                           | Commune                | Géolocalisation             | Nombre de personnes inhumées    | Conflit                                            | Illustration |
| --------------------------------------------- | ---------------------- | --------------------------- | ------------------------------- | -------------------------------------------------- | ------------ |
| Mémorial des guerres en Indochine             | Fréjus                 | 43° 26′ 43″ N, 6° 45′ 06″ E | 20 765                          | Guerre d'Indochine                                 |              |
| Nécropole nationale du Rayol-Canadel-sur-Mer  | Rayol-Canadel-sur-Mer  | 43° 09′ 32″ N, 6° 27′ 44″ E | 13                              | Seconde Guerre mondiale (Débarquement de Provence) |              |
| Nécropole nationale de Saint-Mandrier-sur-Mer | Saint-Mandrier-sur-Mer | 43° 05′ 00″ N, 5° 56′ 00″ E | 1 858 (Français) 975 (Italiens) | Première Guerre mondiale Seconde Guerre mondiale   |              |
| Nécropole nationale de Boulouris              | Saint-Raphaël          | 43° 25′ 20″ N, 6° 49′ 25″ E | 464                             | Seconde Guerre mondiale (Débarquement de Provence) |              |
| Nécropole nationale de Signes (Ossuaire)      | Signes                 |                             | 38                              | Seconde Guerre mondiale (Résistance)               |              |

### Vosges
| Nom                                                  | Commune                  | Géolocalisation             | Nombre de personnes inhumées | Conflit                  | Illustration |
| ---------------------------------------------------- | ------------------------ | --------------------------- | ---------------------------- | ------------------------ | ------------ |
| Nécropole nationale de La Fontenelle                 | Ban-de-Sapt              | 48° 20′ 05″ N, 7° 00′ 02″ E | 1 384                        | Première Guerre mondiale |              |
| Cimetière militaire franco-allemand de Bertrimoutier | Bertrimoutier            | 48° 16′ 01″ N, 7° 03′ 20″ E | 7 699                        | Première Guerre mondiale |              |
| Nécropole nationale d'Épinal                         | Épinal                   | 47° 32′ 48″ N, 6° 56′ 03″ E | 1 398                        | Première Guerre mondiale |              |
| Nécropole nationale de Ménil-sur-Belvitte            | Ménil-sur-Belvitte       | 48° 23′ 27″ N, 6° 41′ 32″ E | 1 096                        | Première Guerre mondiale |              |
| Nécropole nationale de Neufchâteau                   | Neufchâteau              | 48° 21′ 23″ N, 5° 41′ 47″ E | 1 008                        | Première Guerre mondiale |              |
| Nécropole nationale de Rambervillers                 | Rambervillers            | 48° 20′ 48″ N, 6° 38′ 08″ E | 1 596                        | Première Guerre mondiale |              |
| Nécropole nationale du col de La Chipotte            | Saint-Benoît-la-Chipotte | 48° 22′ 15″ N, 6° 46′ 54″ E | 1 899                        | Première Guerre mondiale |              |
| Nécropole nationale des Tiges                        | Saint-Dié-des-Vosges     | 48° 17′ 06″ N, 6° 57′ 00″ E | 2 608                        | Première Guerre mondiale |              |
| Nécropole nationale de Saulcy-sur-Meurthe            | Saulcy-sur-Meurthe       | 48° 14′ 14″ N, 6° 57′ 38″ E | 2 577                        | Première Guerre mondiale |              |
| Nécropole nationale de La Poterosse                  | Senones                  | 48° 23′ 46″ N, 6° 58′ 56″ E | 818                          | Première Guerre mondiale |              |

### Territoire de Belfort
| Nom                                      | Commune    | Géolocalisation             | Nombre de personnes inhumées | Conflit                  | Illustration |
| ---------------------------------------- | ---------- | --------------------------- | ---------------------------- | ------------------------ | ------------ |
| Nécropole nationale du Glacis du Château | Belfort    | 47° 38′ 17″ N, 6° 51′ 46″ E | 927                          | Première Guerre mondiale |              |
| Nécropole nationale de Morvillars        | Morvillars | 47° 32′ 48″ N, 6° 56′ 03″ E | 160                          | Première Guerre mondiale |              |

## Cimetières militaires étrangers en France
Le secrétariat d’État aux anciens combattants assure également l'entretien de sept cimetières militaires étrangers situés en France :
| Nom                                                        | Commune                              | Géolocalisation | Nombre de personnes inhumées | Conflit                                             | Illustration |
| ---------------------------------------------------------- | ------------------------------------ | --------------- | ---------------------------- | --------------------------------------------------- | ------------ |
| Cimetière néerlandais                                      | Orry-la-Ville (Oise)                 |                 | 114                          | Seconde Guerre mondiale                             |              |
| Cimetière polonais de Langanerie                           | Grainville-Langannerie (Calvados)    |                 | 615                          | Seconde Guerre mondiale (Libération)                |              |
| Cimetière roumain de Soultzmatt                            | Soultzmatt (Haut-Rhin)               |                 | 687                          | Première Guerre mondiale                            |              |
| Cimetière militaire russe de Saint-Hilaire-le-Grand        | Saint-Hilaire-le-Grand (Marne)       |                 | 915                          | Première Guerre mondiale                            |              |
| Cimetière militaire soviétique de Noyers-Saint-Martin      | Noyers-Saint-Martin (Oise)           |                 | 4 674                        | Seconde Guerre mondiale                             |              |
| Cimetière soviétique de Valleroy                           | Valleroy (Meurthe-et-Moselle)        |                 | 54                           | Seconde Guerre mondiale                             |              |
| Monument à la compagnie Nazdar et cimetière tchécoslovaque | Neuville-Saint-Vaast (Pas-de-Calais) |                 | 206                          | Première Guerre mondiale et Seconde Guerre mondiale |              |